# Mitaka

Mitaka (三鷹市 Mitaka-shi?) este un municipiu din Japonia, zona metropolitană Tokyo.